# Stefano Quintarelli
Giuseppe Stefano Quintarelli (Negrar, 14 giugno 1965) è un imprenditore e informatico italiano, deputato dal 2013 al 2018.

## Biografia
Nato a Negrar in provincia di Verona, è figlio di Francesco Quintarelli ed Emilia Salgari, quest'ultima discendente dello scrittore Emilio Salgari.
Si laurea in Scienze dell'Informazione all'Università Statale di Milano, dove tra i suoi docenti ha conosciuto e lavorato con Gianni Degli Antoni. È uno dei pionieri nella introduzione di Internet in Italia.
Nel 1989, ancora studente, ha fondato MI.NE.R.S. (Milano Network Researchers and Students), la prima associazione telematica studentesca italiana che ha realizzato la prima rete indipendente di posta elettronica in Italia e il primo sistema telematico per l'iscrizione a esami universitari.
Collaborando con Daniele Bovio, ricercatore presso l'istituto di fisica cosmica del CNR di Milano e uno dei coordinatori del SIAM (Servizio Informatico Area Milanese), ha introdotto la posta elettronica al Dipartimento di Scienze dell'Informazione dell'Università Statale di Milano, curando l'aggiornamento professionale del personale docente.
Ha teorizzato Internet come una dimensione dell'esistenza, in cui si creano e sviluppano relazioni sociali ed economiche e la nascita di un nuovo conflitto di classe tra intermediari e intermediati che avvolge e sovrasta il tradizionale conflitto tra capitalisti e proletari, introducendo quindi oltre alle tradizionali categorie di capitale e lavoro anche la categoria informazione, controllata da un ristretto numero di info-plutocrati. La teoria è esposta in diversi libri; in particolare con "Capitalismo Immateriale, le tecnologie digitali e il nuovo conflitto sociale" si è aggiudicato il XXXIII premio Canova per la letteratura economica e finanziaria. Gestisce un proprio blog.

### Lavoro
Nel 1994 è stato uno dei fondatori di I.NET, il primo Internet Service Provider commerciale in Italia orientato al mercato professionale e il primo "unicorno" (startup la cui valutazione supera 1 miliardo di dollari) internet italiano, che ha ospitato la prima sede del Milan Internet Exchange (MIX), il primo e principale punto di interscambio di traffico neutrale in Italia e ha contribuito alla nascita di AIIP, l'Associazione Italiana degli Internet Provider.
Dal 1º aprile 2011 è stato Direttore dell'Area Digital del Gruppo 24 ORE, da cui si è dimesso quando alcuni partiti politici del terzo polo lo hanno candidato a commissario dell'Autorità per le Garanzie nelle Comunicazioni. In precedenza aveva manifestato la sua disponibilità, pubblicando sul proprio blog il suo curriculum, interrompendo così una tradizione di designazioni dei vertici delle autorità concordate tra le segreterie di partiti, senza valutazione dei curricula dei candidati.
A seguito dell'iniziativa assunta dal Quintarelli nel 2011, per la prima volta i Presidenti di Camera e Senato hanno richiesto ai gruppi parlamentari i curricula di tutti i candidati per darne diffusione ai parlamentari. La prassi usuale delle nomine consisteva nell'invio di un messaggio dai vertici di partito ai parlamentari, con indicato il nome da trascrivere sul foglio da introdurre nell'urna. La presentazione di curricula, aperta a tutti i cittadini, si è imposta come nuova prassi anche per le nomine del CdA RAI. La commissione parlamentare di vigilanza RAI ha ricevuto 300 curricula e ha dovuto rinviare il voto per consentire il loro esame da parte dei parlamentari.
È stato professore straordinario di Sistemi di elaborazione dell'informazione presso l'università telematica UniNettuno.
Dal 2014 è stato presidente del Comitato di indirizzo di Agenzia per l'Italia digitale (AgID) sino al 7 novembre 2021, data di soppressione del Comitato.
È stato giudicato una delle 100 persone al mondo più influenti nell'eGovernment.
Ha proposto principi alla base dell'Identità Digitale in Europa nell'ambito di eIDAS.
Ha presieduto il gruppo di esperti che ha redatto, per la prima volta, la sezione del “Global happiness and well being policy report” dedicata al benessere digitale: “The information society and the future of digital well being”.

### Associazioni
È stato uno dei fondatori di CLUSIT, l'Associazione Italiana per la Sicurezza Informatica, di AIPSI, l'Associazione Italiana Professionisti Sicurezza Informatica (emanazione italiana di ISSA.org) e  promotore di Equiliber, Associazione per l'informazione equilibrata sull'innovazione tecnologica.
È stato un sostenitore dell'informatica civica, sostenendo le prime reti civiche italiane, tra cui RCM (la rete civica di Milano) e ONDE (Online Desenzano). Ha promosso la nascita di DMIN.IT, il forum per lo sviluppo dei media digitali in Italia, coordinato da Leonardo Chiariglione (il presidente del gruppo mondiale di esperti MPEG).
Promotore della neutralità della Rete e della condivisione della conoscenza, ha sostenuto sin dall'inizio l'attività di Condividi la Conoscenza, il ciclo di convegni organizzati dal Senatore Fiorello Cortiana, e nel 2005 ha introdotto in Italia il tema della neutralità della rete in un convegno con Lawrence Lessig e in numerosi articoli e convegni di livello nazionale.
È stato presidente dell'Associazione italiana internet provider (AIIP)  e membro del Comitato di Programma di Federcomin (Federazione nazionale di settore di Confindustria che rappresenta il settore dei servizi ICT), ora Confindustria Servizi Innovativi.
È stato votato dal Corriere della Sera-Economia come uno dei 30 imprenditori più innovativi in Italia.
È autore di libri e articoli su Internet, apparsi sui principali quotidiani italiani, ed è curatore scientifico di seminari di aggiornamento per la comunità finanziaria italiana su temi tecnologici per conto di banche di affari internazionali.
È componente del Leadership Council del Sustainable Development Solutions Network per l'Organizzazione delle Nazioni Unite.
È stato membro del Gruppo di esperti ad alto livello sull'Intelligenza artificiale della Commissione Europea.
È stato presidente di AGAT, il gruppo consultivo sulle tecnologie avanzate istituito dal Centre for Trade Facilitation and Electronic Business delle Nazioni Unite.

### Politica
Alle elezioni politiche del 2013 è stato eletto deputato nella circoscrizione Veneto 1 come indipendente nella lista di Scelta Civica.
Nel primo anno di legislatura è stato uno dei parlamentari più assenti alle votazioni alla Camera, a seguito di un grave incidente automobilistico che lo ha costretto per mesi in ospedale, da dove ha lavorato via internet, riuscendo a ottenere la definitiva liberalizzazione del Wi-fi in Italia e a far nascere SPID, il sistema pubblico di identità digitale. È fondatore e referente dell'Intergruppo Parlamentare per l'innovazione tecnologica.
Svolge un ruolo determinante per sbloccare in modo consensuale lo stallo nel conflitto tra Scelta Civica e Per l'Italia, fornendo la propria adesione tecnica temporanea a quest'ultimo gruppo il 10 dicembre 2013.
Il 10 luglio 2014 è stato nominato Presidente del Comitato di Indirizzo dell'Agenzia per l'Italia digitale dal Consiglio dei Ministri e rinnovato il 30 novembre 2017.
Il 10 febbraio 2015 la Camera dei deputati all'unanimità approva una sua proposta di emendamento alla riforma costituzionale Renzi-Boschi, che attribuisce allo Stato il compito di coordinare l'informatica pubblica, consentendo di superare la frammentazione e mancanza di interoperabilità regionale, derivante dalla precedente formulazione dell'Art.117 comma r. La proposta di emendamento viene accolta in aula con parere contrario del Governo, del relatore di maggioranza e del relatore di minoranza e, dopo un accalorato dibattito, viene approvata all'unanimità , cosa mai accaduta per un emendamento alla  Costituzione della Repubblica Italiana. A seguito del referendum costituzionale del 2016, però, la norma non è entrata in vigore.
Il 12 febbraio 2016 abbandona Scelta Civica per l'Italia e passa al Gruppo misto, in polemica con il segretario Enrico Zanetti per la sua intenzione di fusione con il gruppo di Denis Verdini.
Il 3 agosto 2016, dopo l'abbandono del gruppo da parte di Enrico Zanetti, torna ad aderire come indipendente al gruppo parlamentare di Scelta Civica per l'Italia, poi ridenominato Civici e Innovatori fino alla fine della legislatura. Non si è ricandidato.

## Opere
- Marco Maiocchi e Stefano Quintarelli, Internet per l'azienda. La rete delle reti al servizio dell'impresa, Il Sole 24 Ore, 1998.
- Stefano Quintarelli, Costruire il Domani: Istruzioni per un futuro immateriale, Il Sole 24 Ore, 2016.
- Giovanni Pitruzzella, Oreste Pollicino e Stefano Quintarelli, Parole e potere: Libertà d'espressione, hate speech e fake news, Egea, 2017.
- Stefano Quintarelli, Capitalismo immateriale. Le tecnologie digitali e il nuovo conflitto sociale, Bollati Boringhieri, 2019.
- Stefano Quintarelli (a cura di), Intelligenza artificiale. Cos'è davvero, come funziona, che effetti avrà, Bollati Boringhieri, 2020, ISBN 9788833935423.
- Vittorio Bertola e Stefano Quintarelli, Internet fatta a pezzi: Sovranità digitale, sovranismi e big tech, Bollati Boringhieri, 2023, ISBN 9788833942018.